# IEEE 802.21
L'IEEE 802.21 fa referència a Media Independent Handoff (MIH) i és un estàndard IEEE publicat el 2008. L'estàndard admet algorismes que permeten el traspàs sense problemes entre xarxes amb cable i sense fil del mateix tipus, així com el traspàs entre diferents tipus de xarxes amb cable i sense fil, també anomenat trasllat independent de mitjans (MIH) o transferència vertical. El trasllat vertical va ser introduït per primera vegada per Mark Stemn i Randy Katz a la UC Berkeley. L'estàndard proporciona informació per permetre el lliurament a i des de xarxes cablejades 802.3 a xarxes sense fil 802.11, 802.15, 802.16, 3GPP i 3GPP2 mitjançant diferents mecanismes de transferència.
El grup de treball IEEE 802.21 va començar a treballar el març de 2004. Més de 30 empreses s'han incorporat al grup de treball. El grup va elaborar un primer esborrany de l'estàndard que inclou la definició del protocol el maig de 2005. La norma es va publicar el gener de 2009.

## Motius per al 802.21
Les xarxes cel·lulars i les xarxes 802.11 utilitzen mecanismes de trasllat per al trasllat dins del mateix tipus de xarxa (també conegut com a traspàs horitzontal). La IP mòbil proporciona mecanismes de transferència per a la transferència a través de subxarxes de diferents tipus de xarxes, però el procés pot ser lent. Els estàndards 802 actuals no admeten el trasllat entre diferents tipus de xarxes. Tampoc proporcionen activadors ni altres serveis per accelerar els traspassos mòbils basats en IP. A més, els estàndards 802 existents proporcionen mecanismes per detectar i seleccionar punts d'accés a la xarxa, però no permeten la detecció i selecció de punts d'accés a la xarxa d'una manera independent del tipus de xarxa.

## Algunes de les expectatives
- Permet la itinerància entre xarxes 802.11 i xarxes mòbils 3G.
- Permet als usuaris participar en teleconferències ad hoc.
- S'aplica a xarxes amb cable i sense fil, probablement la mateixa llista que especifica IEEE P1905 per cooperar en xarxes definides per programari (vegeu també OpenFlow).
- Permet l'ús de diversos proveïdors i usuaris.
  - Compatibilitat i conformitat amb altres estàndards IEEE 802, especialment l'autenticació d'usuari desconegut 802.11u i les xarxes de malla sense fils ad hoc 802.11s.
- Inclou definicions d'objectes gestionats que siguin compatibles amb estàndards de gestió com SNMP.
- Tot i que els algorismes de seguretat i els protocols de seguretat no es definiran a l'estàndard, l'autenticació, l'autorització i la detecció i selecció de xarxa seran compatibles amb el protocol.